# Josef Schelling
Josef Schelling (* 14. Jänner 1909 in Schwarzach als Johann Josef Schelling; † 6. Jänner 1983 ebenda) war ein österreichischer Politiker (FPÖ) und Maschinenfabrikant. 

## Ausbildung und Beruf
Schelling besuchte fünf Jahre die Volksschule in seinem Heimatort Schwarzach und wechselte danach für zwei Jahre an das Gymnasium Mehrerau. Er absolvierte zwischen 1922 und 1924 die Handelsschule und erlernte danach zwischen 1924 und 1927 den Beruf des Mechanikers. Im Dezember 1927 legte er die Gesellenprüfung, im März 1931 die Meisterprüfung ab. Beruflich war Schelling zwischen 1927 und 1931 als Mechanikergeselle beschäftigt, danach arbeitete er von 1931 bis 1935 als kaufmännischer Angestellter. Ab 1935 war er geschäftsführender Gesellschafter der Firma Schelling.

## Politik und Funktionen
Schelling war Mitglied der Freiheitlichen Partei und wirkte innerparteilich ab 1967 als Mitglied des Landesparteivorstandes der FPÖ Vorarlberg und ab 1965 als Mitglied der Landesparteileitung der FPÖ Vorarlberg. Zudem war er Finanzreferent der FPÖ Vorarlberg. Er rückte am 1966 für Werner Melter als Abgeordneter des Wahlbezirkes Bregenz in den Vorarlberger Landtag nach, dem er bis zu seinem Mandatsverzicht 1976 angehörte. Er war während dieser Zeit Mitglied im Finanzausschuss, Mitglied im Sozialpolitischen Ausschuss, Mitglied im Volkswirtschaftlichen Ausschuss, Mitglied im Rechtsausschuss, Mitglied und stellvertretender Obmann im Kontrollausschuss und Mitglied im Landwirtschaftlichen Ausschuss. 
Lokalpolitisch war Schelling zwischen 1955 und 1965 als Mitglied der Grundverkehrs-Ortskommission Schwarzach aktiv, des Weiteren war er von 1949 bis 1968 Landes-Innungsmeister der Mechaniker sowie gleichzeitig als Mitglied und Vorsitzender verschiedener Gesellen- und Meisterprüfungskommissionen aktiv. Er wirkte zudem als Mitglied im Bundesausschuss der Mechaniker, war stellvertretender Bundesinnungsmeister der Mechaniker und Kammerrat der Sektion Gewerbe und Mitglied der Kammervollversammlung der Vorarlberger Handelskammer. Des Weiteren engagierte er sich als Vorstandsmitglied der Bundeskammer und des Bundeskammertages, war 1968 Delegierter beim Bundeskammertag und von 1965 bis 1970 Kuratoriumsmitglied des WIFI. Zudem war Landesobmann des Rings freiheitlicher Wirtschaftstreibender und von 1970 bis 1980 Vizepräsident der Vorarlberger Handelskammer.

## Privates
Schelling wurde als Sohn des Mechanikers Johann Georg Schelling und dessen Gattin Anna Maria Philomena Schelling geboren. Er heiratete im August 1932 die ebenfalls aus Schwarzach stammende Margarethe Meusburger und wurde 1933 Vater einer Tochter und 1936 Vater eines Sohnes.

## Auszeichnungen
- Ernennung zum Kommerzialrat 1975
- Goldene Ehrenmedaille der Vorarlberger Handelskammer 1980
- Großes Verdienstzeichen des Landes Vorarlberg 1982